# Сан-Херонимо (Колумбия)
Сан-Херонимо (исп. San Jerónimo) — город и муниципалитет на северо-западе Колумбии, на территории департамента Антьокия. Входит в состав субрегиона Западная Антьокия.

## История
Поселение из которого позднее вырос город было основано 22 февраля 1616 года. Муниципалитет Сан-Херонимо был выделен в отдельную административную единицу в 1757 году.

## Географическое положение
Город расположен в центральной части департамента, в гористой местности Центральной Кордильеры, к востоку от реки Каука, на расстоянии приблизительно 22 километров к северо-западу от Медельина, административного центра департамента. Абсолютная высота — 800 метров над уровнем моря.

Муниципалитет Сан-Херонимо граничит на севере и северо-западе с муниципалитетом Сопетран, на северо-востоке — с муниципалитетом Бельмира, на востоке — с муниципалитетом Сан-Педро-де-лос-Милагрос, на юго-востоке — с муниципалитетом Бельо, на юге — с муниципалитетом Медельин, на юго-западе — с муниципалитетом Эбехико. Площадь муниципалитета составляет 155 км².

## Население
По данным Национального административного департамента статистики Колумбии, совокупная численность населения города и муниципалитета в 2012 году составляла 12 369 человек.
Динамика численности населения муниципалитета по годам:
| 2005   | 2006   | 2007   | 2008   | 2009   | 2010   | 2011   | 2012   |
| ------ | ------ | ------ | ------ | ------ | ------ | ------ | ------ |
| 11 627 | 11 799 | 11 895 | 11 995 | 12 081 | 12 186 | 12 270 | 12 369 |

Согласно данным переписи 2005 года мужчины составляли 50 % от населения Сан-Херонимо, женщины — соответственно 50 %. В расовом отношении белые и метисы составляли 92,9 % от населения города; негры, мулаты и райсальцы — 7 %; индейцы — 0,1 %.
Уровень грамотности среди всего населения составлял 87,1 %.

## Экономика
Основу экономики Сан-Херонимо составляет сельскохозяйственное производство. На территории муниципалитета выращивают кофе, бананы, фасоль, а также различные овощи и фрукты.

53,4 % от общего числа городских и муниципальных предприятий составляют предприятия торговой сферы, 33,5 % — предприятия сферы обслуживания, 7,5 % — промышленные предприятия, 5,6 % — предприятия иных отраслей экономики.